# Mohammed Abdul Basit
Mohammed Abdul Basit (Accra, 10 dicembre 1990) è un calciatore ghanese, centrocampista svincolato.

## Carriera
In carriera ha giocato 5 partite nella fase a gironi della CAF Champions League.